# Таураге
Таураге́, или Таура́ге (лит. Tauragė, жем. Tauragie) — город на западе Литвы, к юго-востоку от Клайпеды; административный центр Таурагского уезда и Таурагского районного самоуправления.

## География
Расположен на реке Юра (бассейн реки Неман, лит. Nemunas).
Железнодорожная станция на линии Шяуляй — Советск.

## Инфраструктура
Завод элементов вычислительных машин (с 1963 года; в настоящее время предприятие электроники „Forte Tauragė“), керамический завод (с 1956 года), плодоовощной (с 1959 года) и мясной комбинаты, маслосыродельный завод, леспромхоз, мебельная фабрика „Alantas“.
В Таураге работают 3 магазина сети „Maxima“ в формате магазин у дома „Maxima X“, 2 супермаркета „Iki“, 1 магазин „Cento“, 3 супермаркета „Norfa“, 1 магазин „Supernetto“.
Действуют 2 гимназии, 3 прогимназии, 2 основные школы, а также музыкальная, детская и юношеская спортивная школы muzikos, школа-центр реабилитации „Pušelė“, три детских сада, центр образования взрослых. Имеются католический храм Пресвятой Троицы, лютеранский храм Мартинаса Мажвидаса, православная церковь. Работают два почтовых отделения, больница, центр культуры, публичная библиотека.
В Таурагском замке размещены краеведческий музей, центр творчества школьников и фотогалерея. В бывшем здании отдела НКВД действует музей депортации.

## Население
| 2001    | 2002    | 2003    | 2004    | 2005    | 2006    | 2007    | 2008    | 2009    |
| ------- | ------- | ------- | ------- | ------- | ------- | ------- | ------- | ------- |
| 29 121  | ↘28 852 | ↘28 622 | ↘28 320 | ↘27 781 | ↘27 027 | ↘26 601 | ↘26 207 | ↘25 934 |
| 2010    | 2011    | 2012    | 2013    | 2014    | 2015    | 2016    | 2017    | 2018    |
| ↘25 574 | ↘24 452 | ↘23 984 | ↘23 737 | ↘23 516 | ↘23 310 | ↘23 120 | ↘22 563 | ↘22 002 |
| 2019    | 2020    | 2021    | 2022    | 2023    |         |         |         |         |
| ↘21 672 | ↘21 520 | ↘21 203 | ↘20 956 | ↗21 416 |         |         |         |         |

- 1833 год — около 630 жителей;
- 1892 год — 4 722,
- 1897 год — 6 655,
- перед Первой мировой войной численность достигала 10 тысяч человек;
- 1974 год — около 22 тысяч;
- 1999 год — 35 464.

### Национальный состав
Согласно национальной переписи населения 2011 года, в городе проживало 24 389 человек, подавляющее большинство из которых литовцы.
- литовцы — 23919;
- русские — 226;
- украинцы — 59;
- белорусы — 34;
- немцы — 33;
- поляки — 15;
- остальные — 14;
- не указали — 81.

## История
Начало городу положило поместье, менявшее в течение времени своих владельцев.
По некоторым данным, уже в 1499 году на месте Таураге существовало Паюрское поместье. В письменных источниках имение и посёлок упоминались с 1507 года, когда здесь был сооружен деревянный католический костёл. Одновременно здесь были основаны приют и школа.
В 1567 году был сооружён лютеранский храм. В том же году здесь, как в приграничном городе, начала работать таможня.
С 1655 года поместье стало одной из основных резиденций Радзивиллов. В связи с тем, что Людовика Каролина Радзивилл в 1681 году вышла замуж за маркграфа Людвига Бранденбургского, Таураге перешло по наследству к маркграфам Бранденбурга.
В 1691—1793 годах город принадлежал Пруссии, затем был возвращён Речи Посполитой, а при третьем разделе Речи Посполитой в 1795 году перешёл к Российской империи.
В 1805—1807 годах Тауроген стал резиденцией Александра I и важнейшим укреплённым пунктом на западе России. 18 (30) декабря 1812 года здесь генералами И. И. Дибичем и Людвигом Йорком фон Вартенбургом была заключена Таурогенская конвенция — русско-прусская конвенция о нейтрализации 20-тысячного прусского вспомогательного корпуса. Согласно ей прусский корпус отказался воевать на стороне французов, что стало началом освобождения занятых противником стран от наполеоновской оккупации.

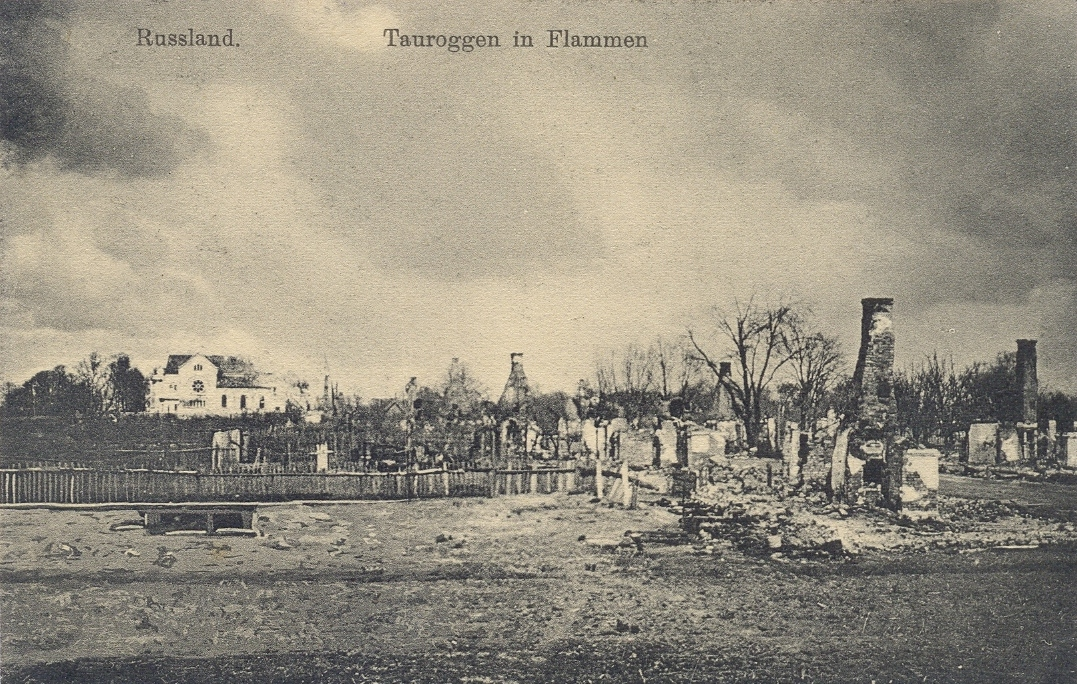
Тауроген в огне (с немецкой открытки времён Первой мировой войны)

В 1846 году император Николай I Павлович пожаловал имение князю И. В. Васильчикову. Принадлежность посёлка имению не позволяла ему развиваться. Кроме того, посёлок неоднократно горел. Толчок развитию дали строительство после очередного пожара в 1836 году и сооружение шоссе Тильзит — Рига. Основным занятием жителей стали торговля и контрабанда.
В 1853 году здесь была построена православная церковь. С 1904 года действует католический костёл.
Во время Первой мировой войны пограничный Тауроген (Тауроги) подвергся сильнейшим разрушениям. Он несколько раз переходил из рук в руки (немцы занимали его в сентябре 1914 года, в феврале и марте 1915 года). В результате в 1916 году в городе, который выгорел практически до основания, оставалось всего пятьдесят жителей.
Примечательный факт: согласно А. А. Керсновскому, первыми убитыми русской армии в Первую мировую войну считаются 6-й Таурогенской пограничной бригады штабс-ротмистр С. П. Рамбиди и вахмистр Пристыжнюк..
С 1920 года Таураге находится в составе Литвы.

### Название
Название города выводят из литовских слов лит. tauras «тур» и лит. ragas «рог» и объясняют тем, что из рогов водившихся в окрестных лесах туров изготовлялись горны, а также оружие, кубки и т. п. Прежнее название Таурогген (нем. Tauroggen, слав. Тауроги).

### Герб
Герб изображает охотничий рожок (горн) из рога тура на красном геральдическом щите и символизирует название города. Герб был создан в 1969 году во время деятельности Республиканской геральдической комиссии при Министерстве культуры Литовской ССР. Однако вскоре использование гербов и флагов городов было осуждено как проявление литовского национализма и сепаратистских настроений. Новый вариант герба, основанный на гербе 1969 года, был утверждён декретом президентом Литвы 3 марта 1997 года.

### Достопримечательности

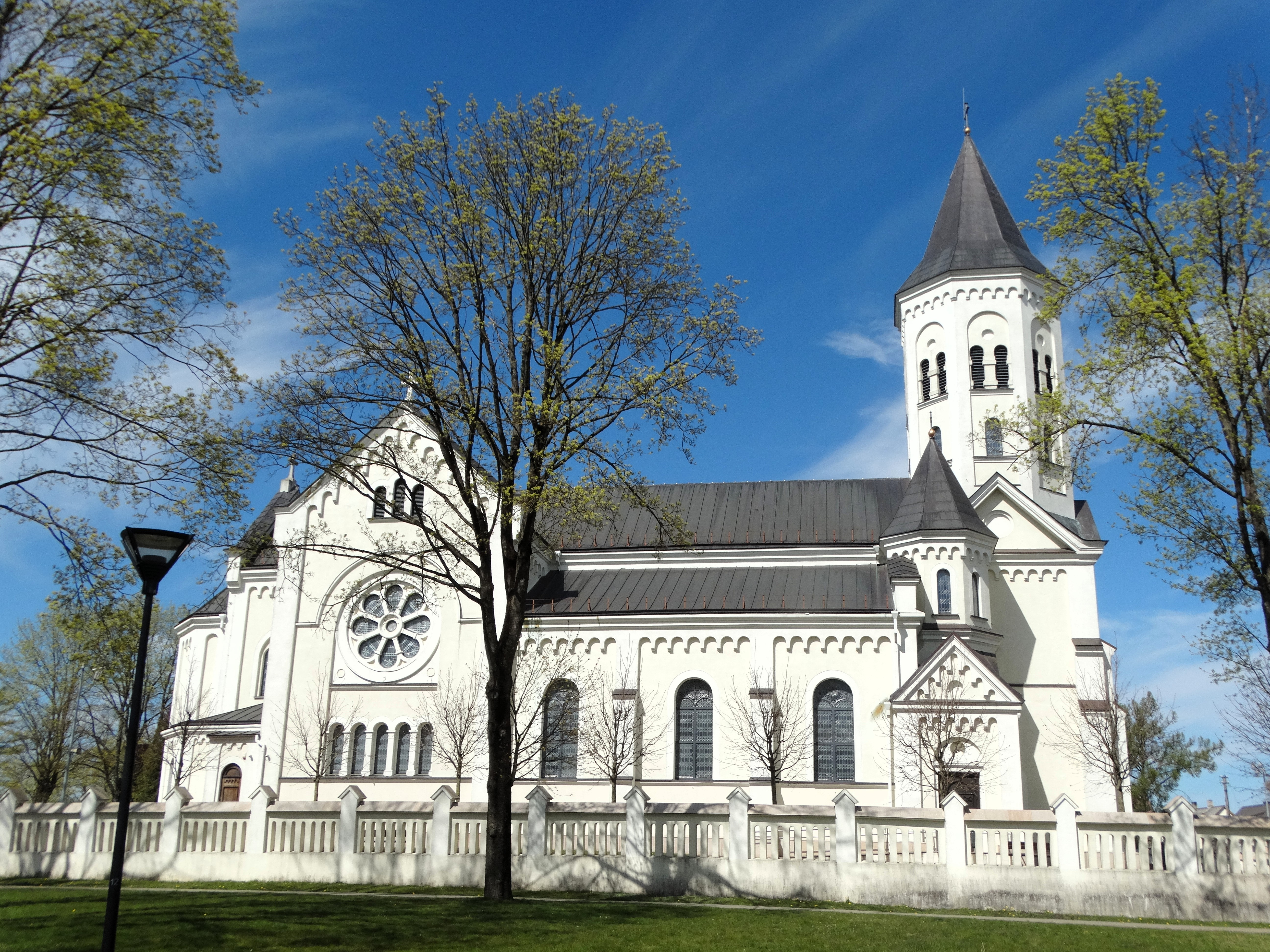
Костёл Святой Троицы

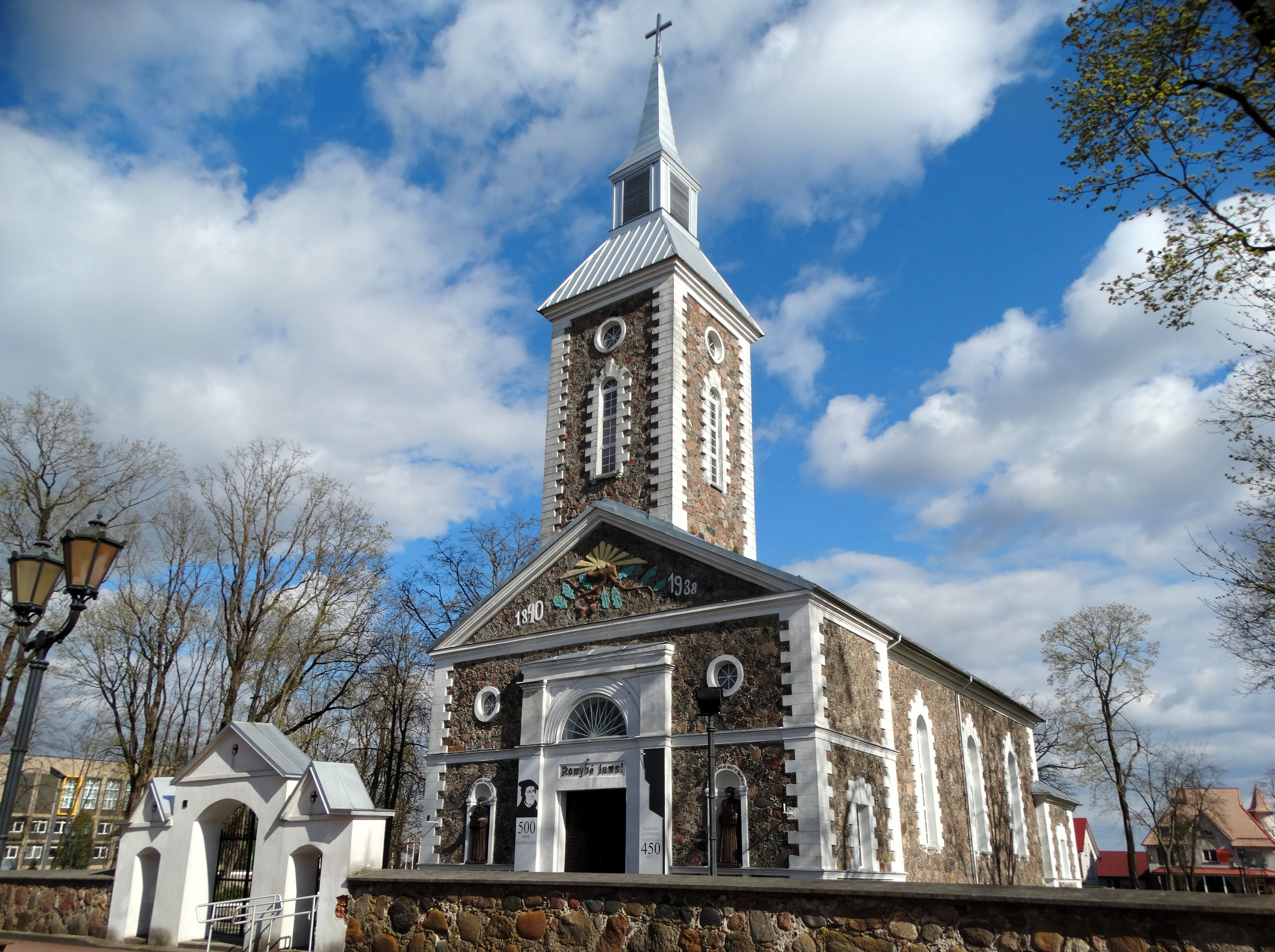
Таурагская лютеранская церковь

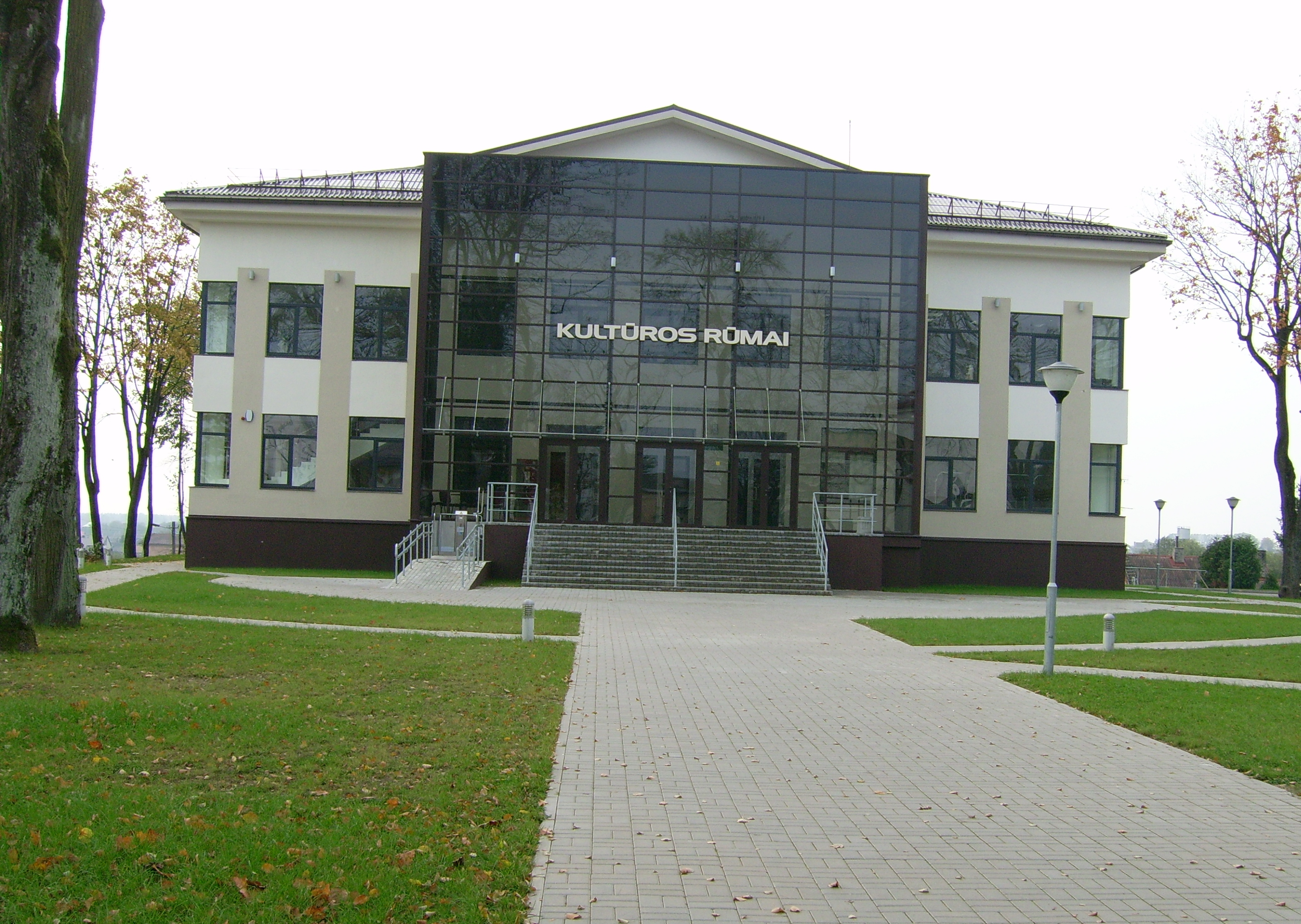
Культурный центр Таураге

Наиболее значительными архитектурными памятниками являются сохранившаяся с XV века усадьба Таурагского поместья, а также построенный в XIX веке под нужды таможни ансамбль Таурагского замка.
Здание поместья на берегу реки Юра окружено огромным пейзажным парком. Строители придали ансамблю характер романтического замка эпохи Ренессанса. В замке работает Таурагский исторический музей с богатыми собраниями экспонатов.
В помещении бывшего советского комитета безопасности устроен Музей ссылки.
К ценностям культурного наследия относятся также евангелическая церковь Мартинаса Мажвидаса и костёл Святой Троицы.
Набережную реки Юры украшает скульптурный ансамбль.

#### Православная церковь
Первый православный храм в Таураге был устроен в 1853 году в помещении таможни.
Новый кирпичный храм в неорусском стиле был возведён в 1875 году по проекту архитектора И. Н. Голеневича на средства Министерства внутренних дел. Монументальное по формам здание стояло на высоком холме вблизи реки, на въезде в город со стороны Пруссии, на Шоссейной улице.
Удачно вписанный в городскую структуру, православный храм вместе с католическим собором и лютеранской церковью «замкнул» треугольник, который пространственно организовал и закрепил застройку городского центра. Четверик основного объёма с вальмовой крышей был увенчан каноническим пятиглавием. С запада была пристроена двухъярусная — восьмерик на четверике — колокольня с открытыми звонами, перекрытая шатром с главкой. К основному четверику примыкали пониженные объёмы алтаря и небольшой трапезной части. Число прихожан в 1914 году насчитывало 951 человека.
С началом Первой мировой войны клир и большинство прихожан (семьи служащих таможни и других государственных учреждений) были эвакуированы. Во время оккупации немцы использовали храм как интендантский склад.
В 1925 году по решению местных властей бесхозное здание, требовавшее ремонта, было снесено. Частные лица на аукционе купили храм на слом. В настоящее время на этом высоком холме стоит административное здание города.
Оставшиеся без духовного окормления православные верующие неоднократно обращались в министерство просвещения Литвы с просьбами о материальной помощи на строительство храма. В 1933 году власти выделили на это 5 тысяч литов. Эти деньги и собранные пожертвования позволили силами прихода построить маленькую православную церковь во имя Святых Виленских мучеников Антония, Иоанна, Евстафия и причтовый домик. Личное участие в строительстве храма принимал священник Иоанн Семёнов (в дальнейшем он прослужил в этой церкви 53 года, похоронен у стены алтаря).
Церковь была возведена на православном кладбище. Это было невысокое, похожее на каплицу здание с балочным перекрытием, низкой шатровой кровлей и тремя главами, без колокольни. В таком виде храм простоял более пятидесяти лет. В начале 1980-х годов жизнь прихода оживилась по причине притока верующих из Калининградской области. Маленькая церковь не могла вместить всех богомольцев.
В 1989 году удалось реконструировать храм. Вместо низкой крыши над основным объёмом был возведён высокий шатёр, открытый в интерьер храма. Шатёр увенчан большой главой с барабаном, через окна которого вниз падает свет. Фасады храма перестроены в русском стиле, с высокими фронтонами. Под храмом оборудованы технические помещения. Проект реконструкции храма был выполнен коллективом ленинградских проектировщиков. Строительные работы велись с активной помощью прихожан из Калининградской области. После реконструкции в храме установлен невысокий дубовый иконостас, вероятно, ранее находившийся в Высокодворской (Аукштадварской) церкви, закрытой в советское время.

## Галерея

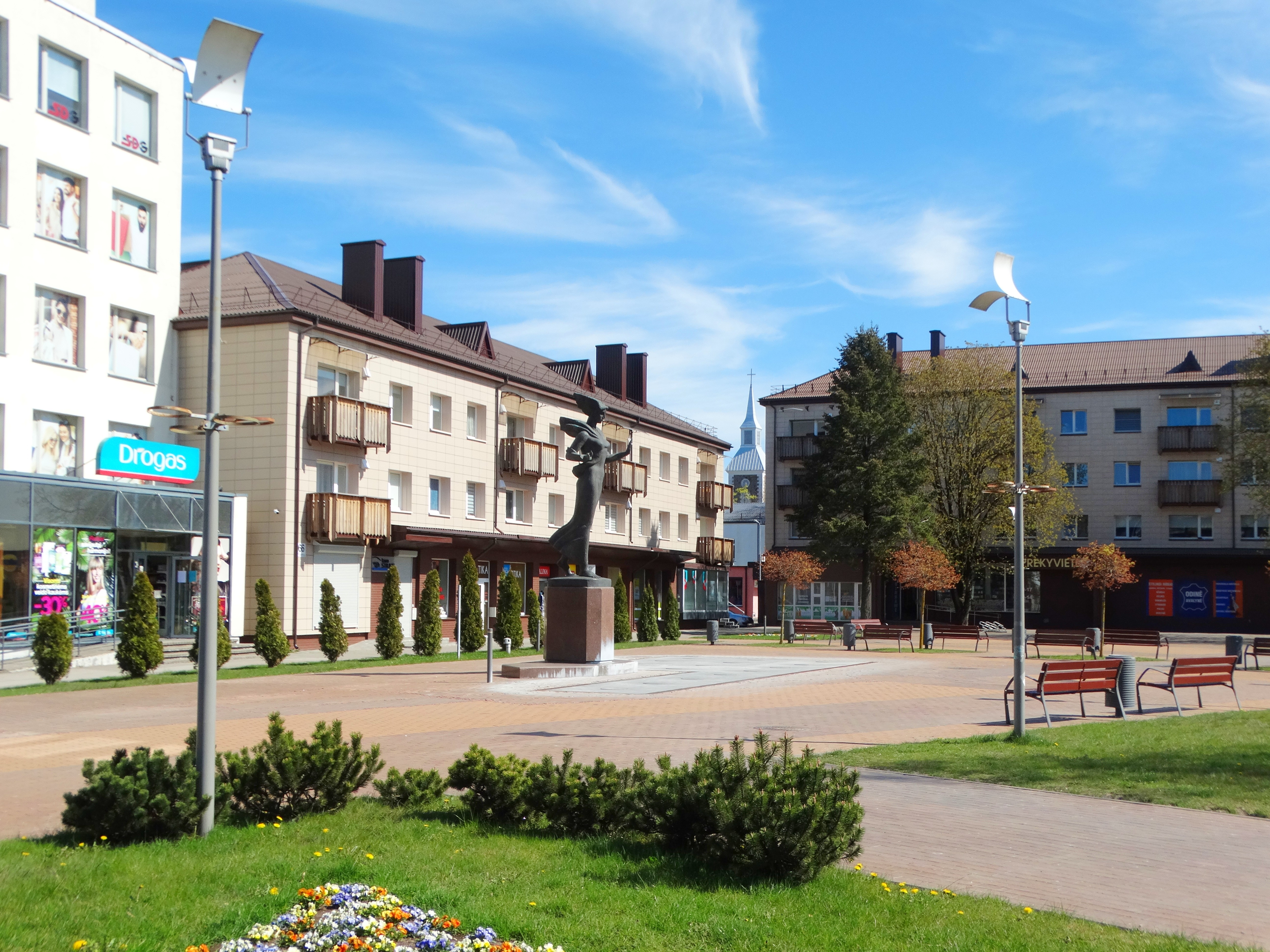
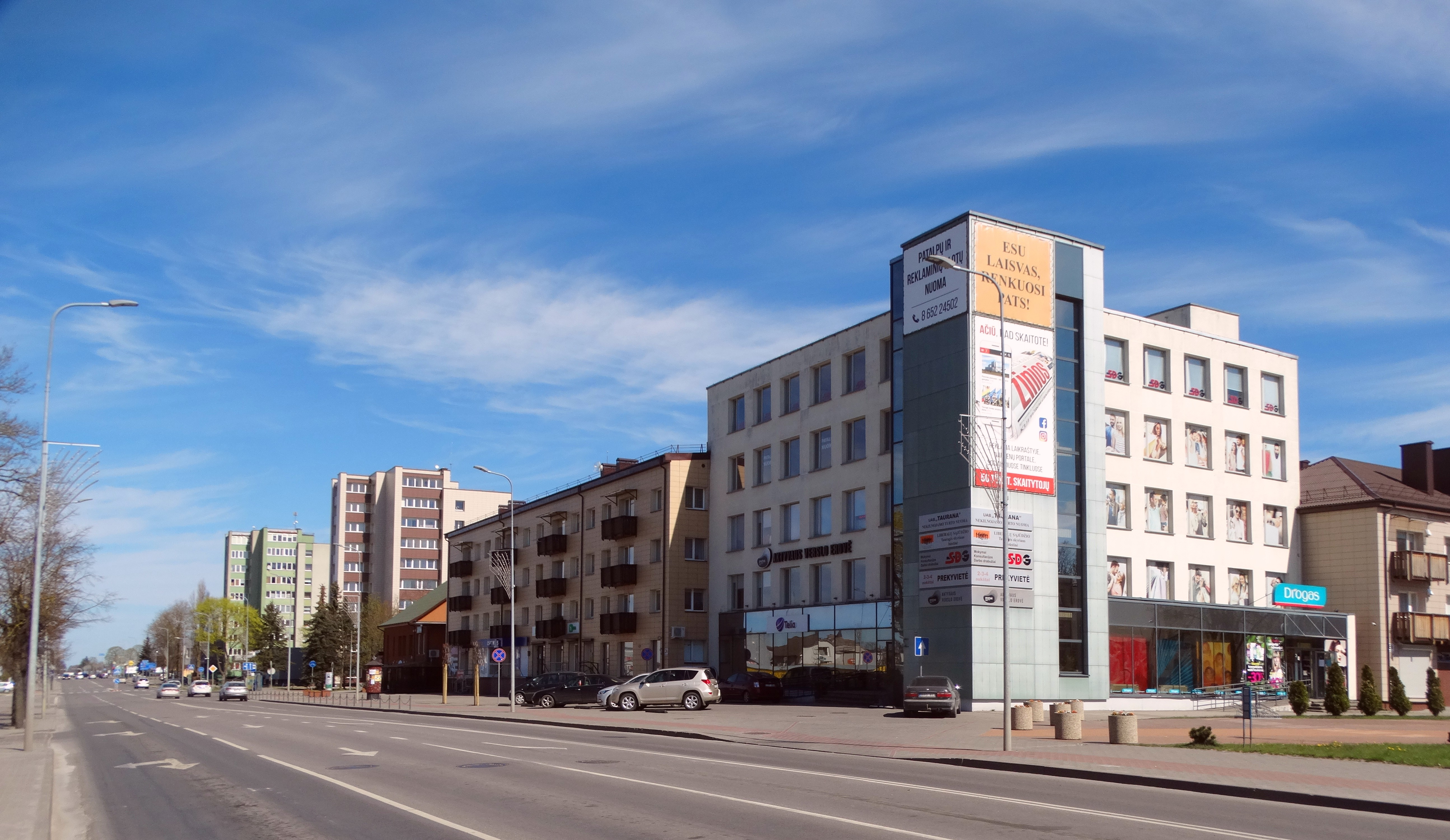
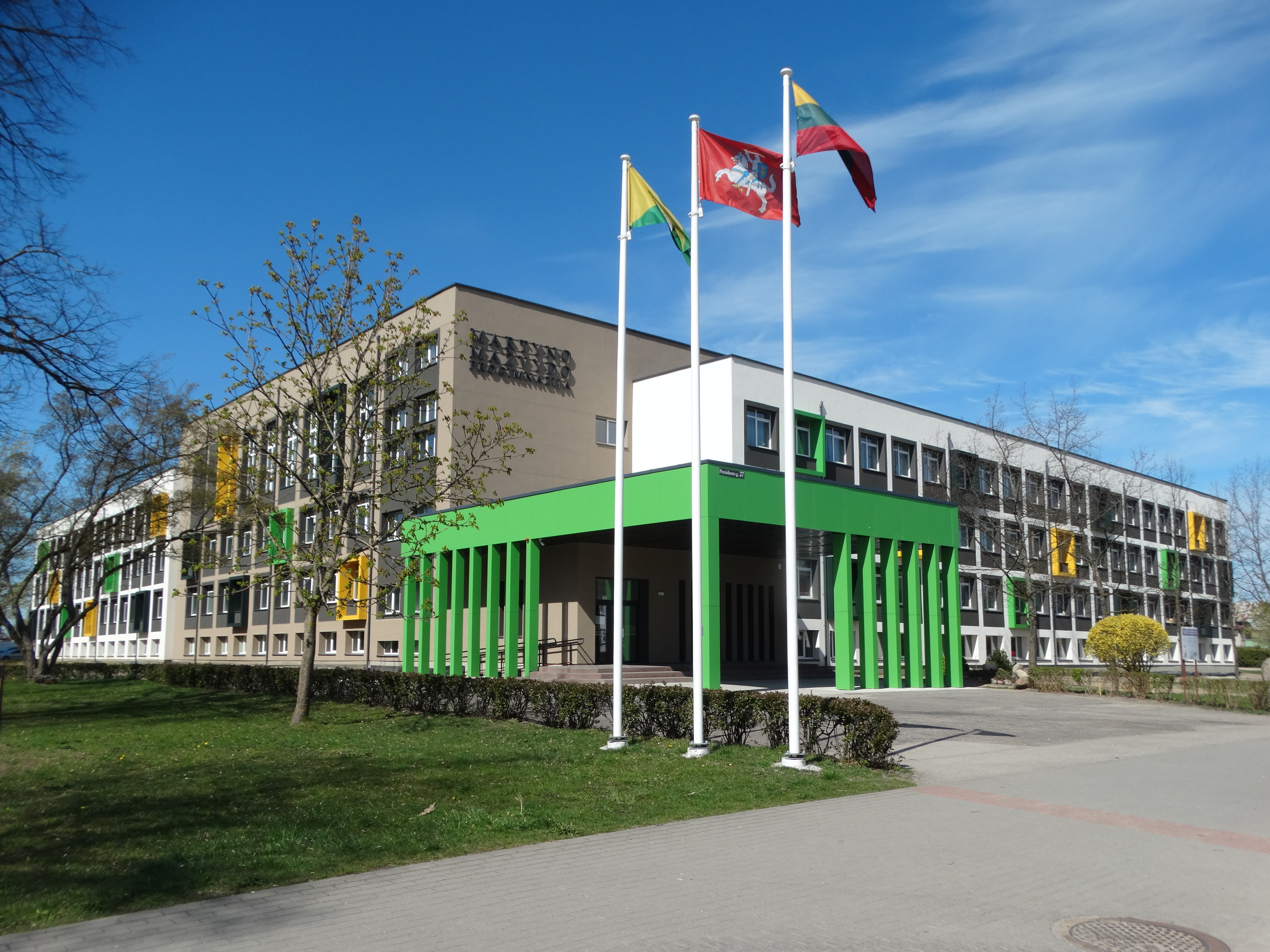
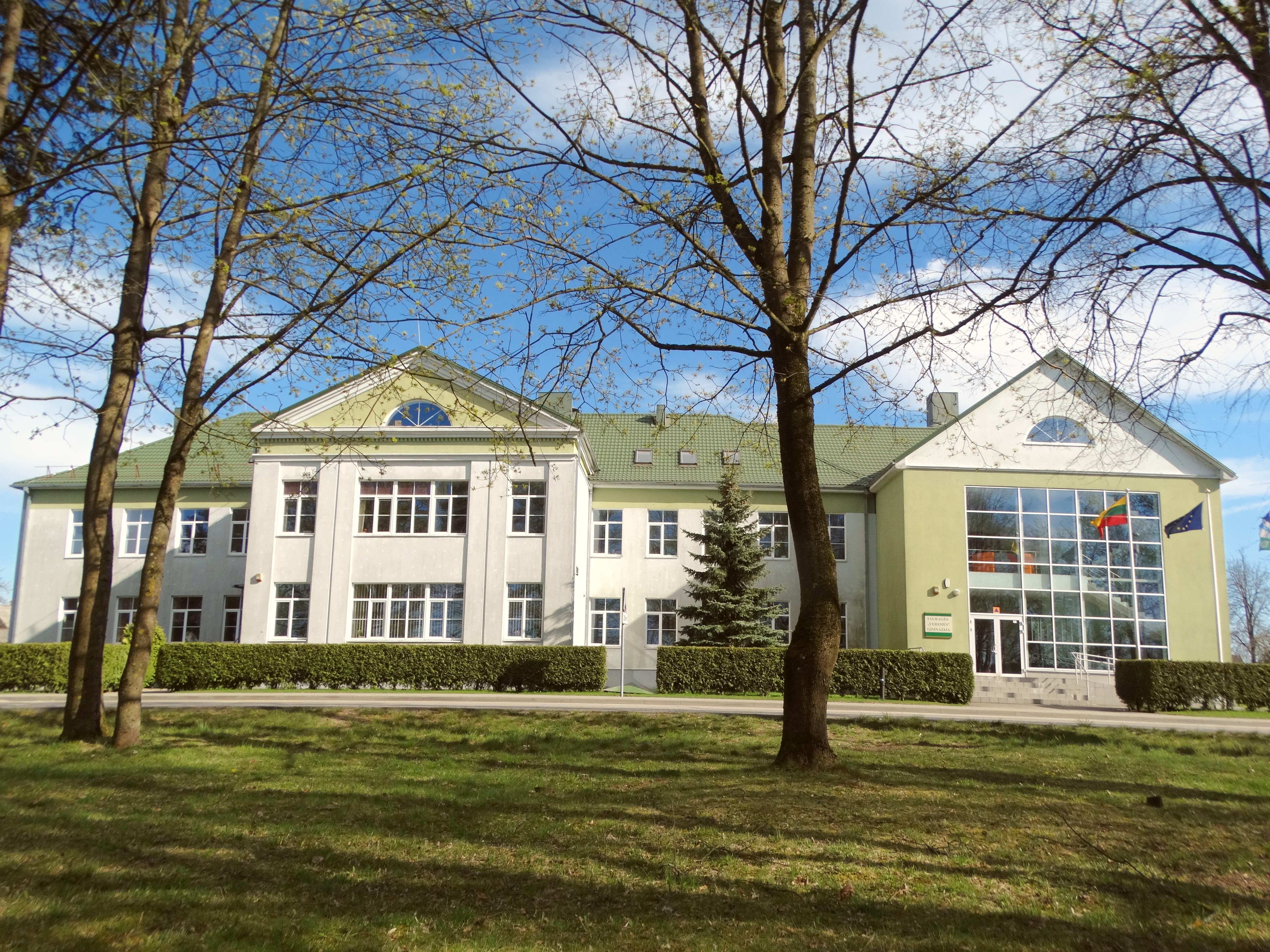
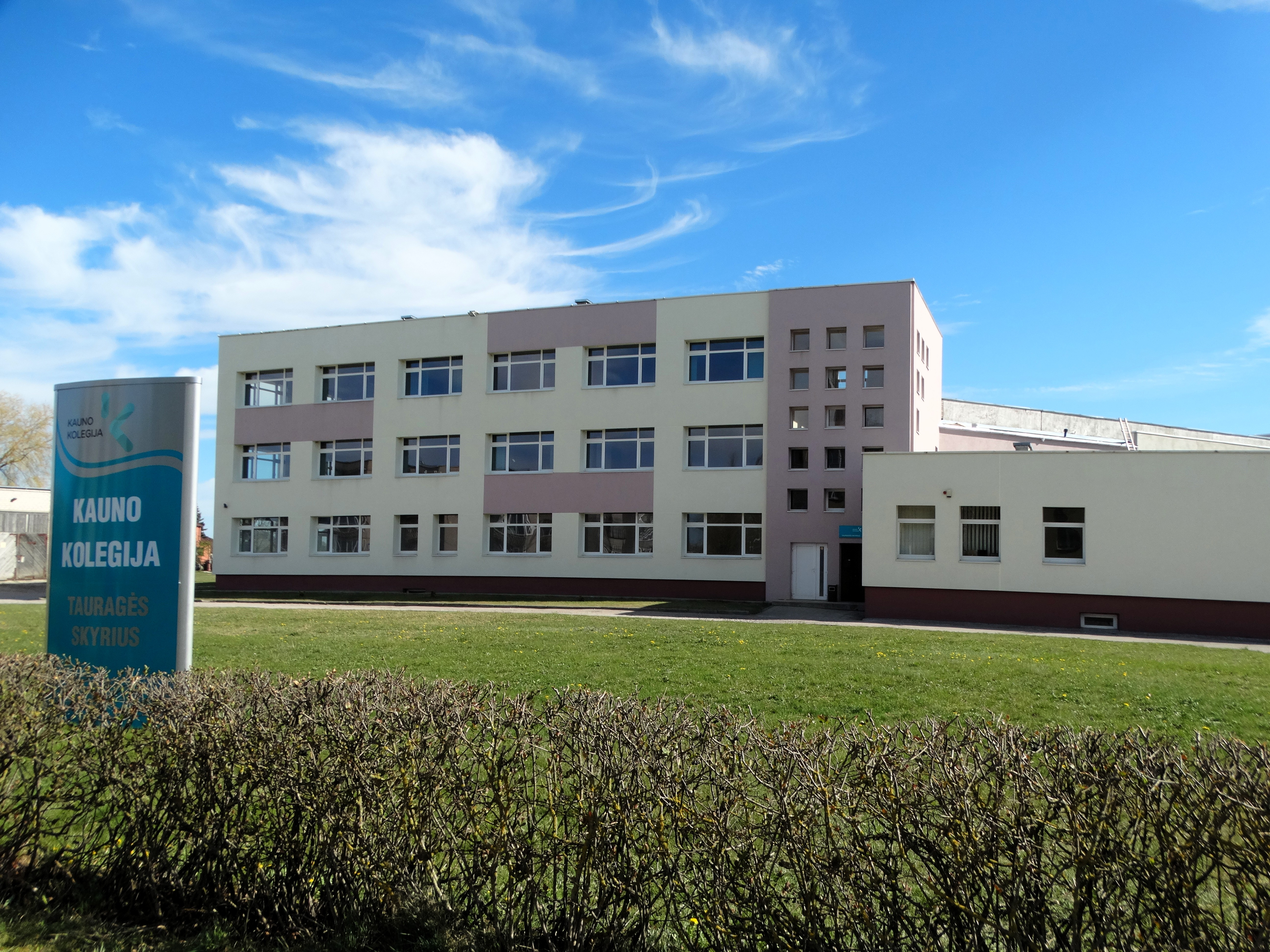
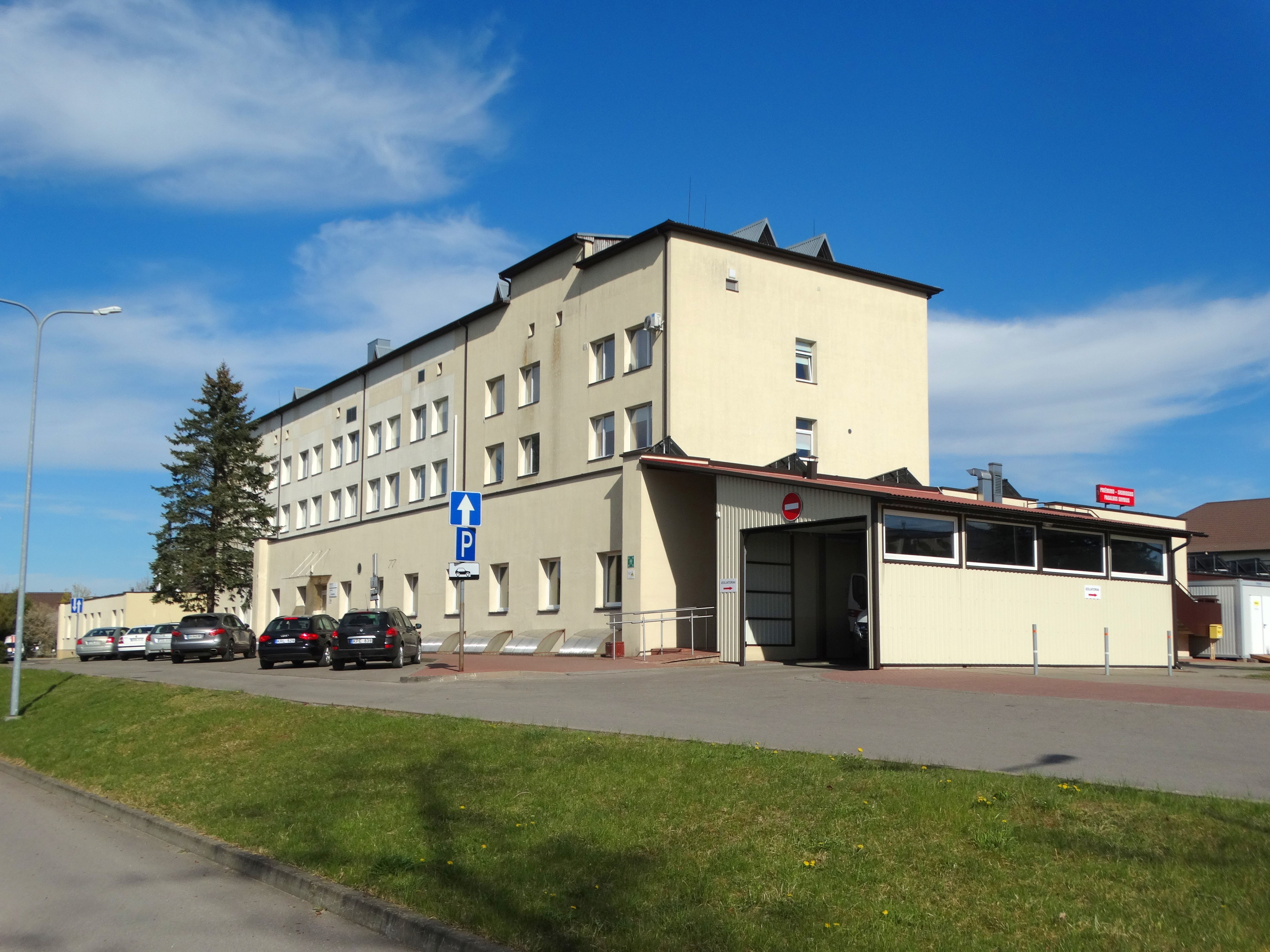
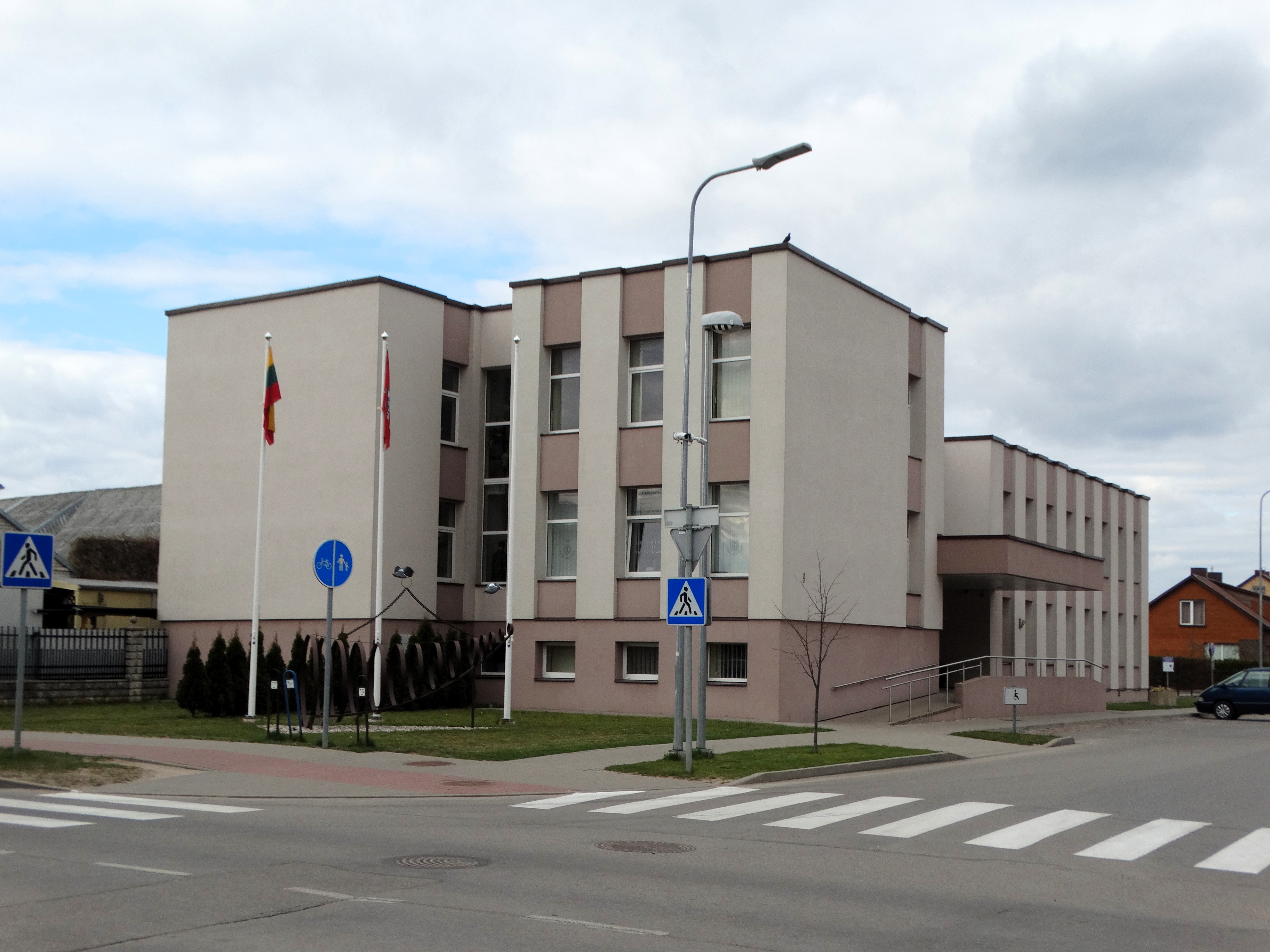
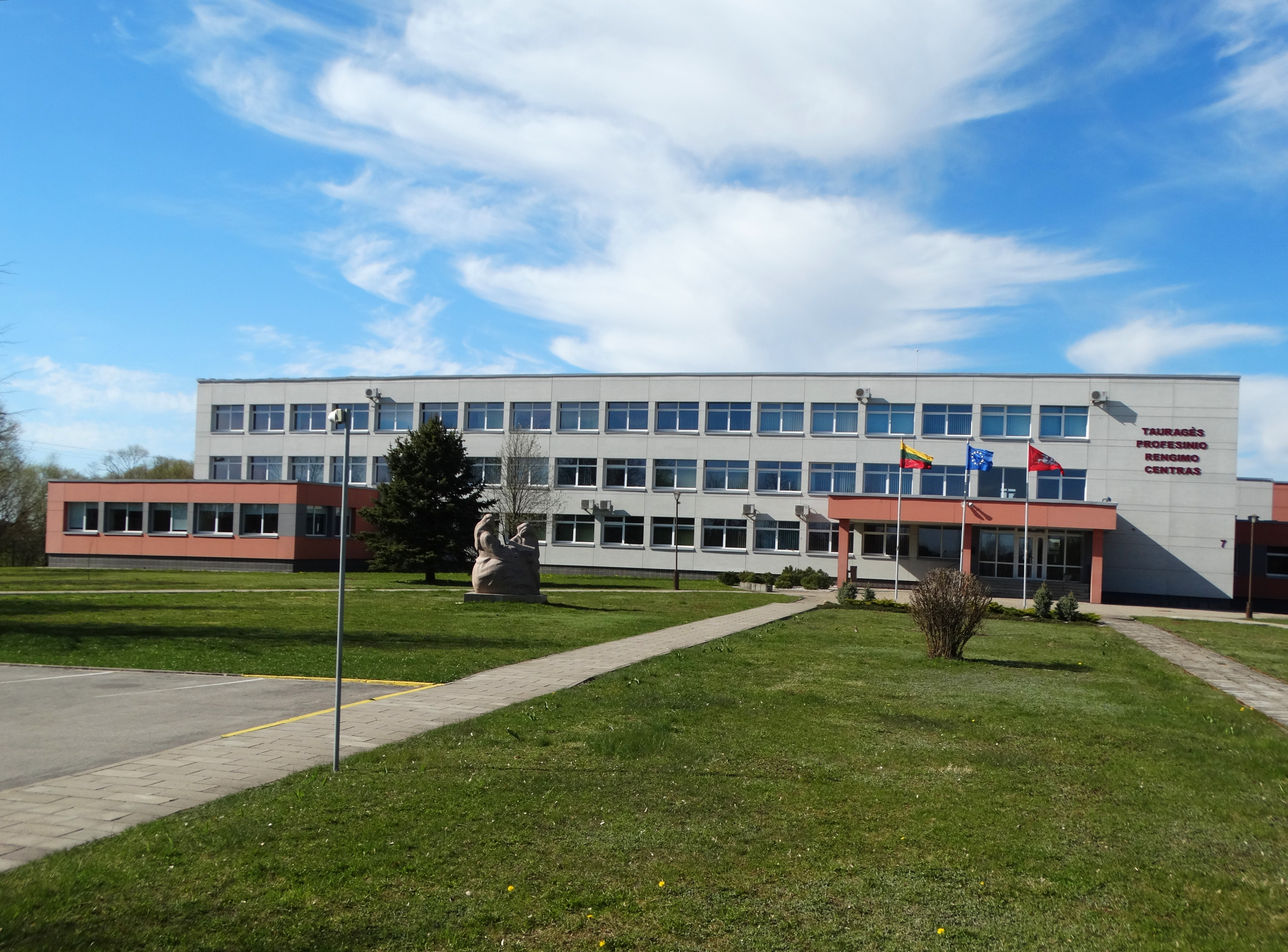
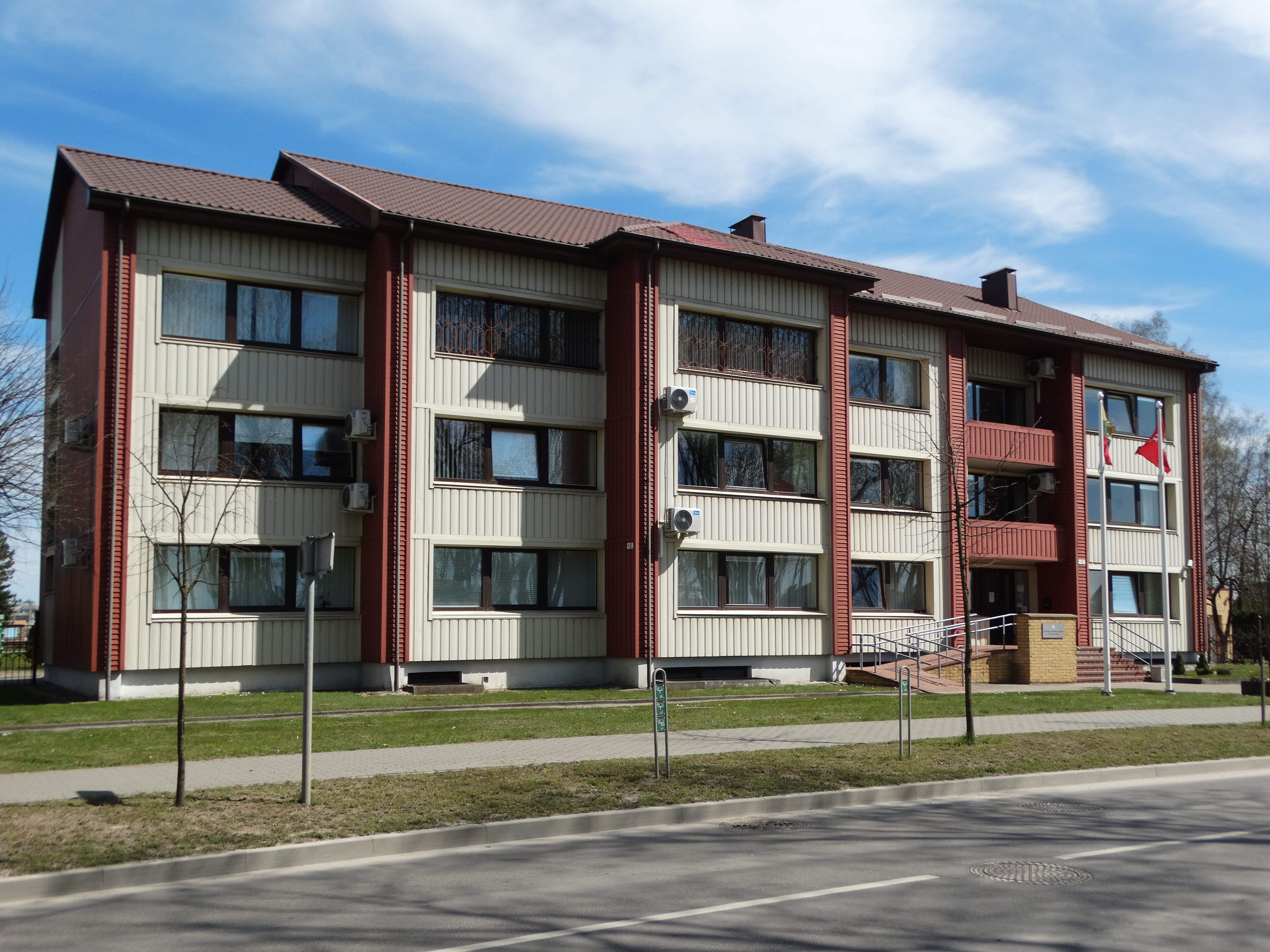
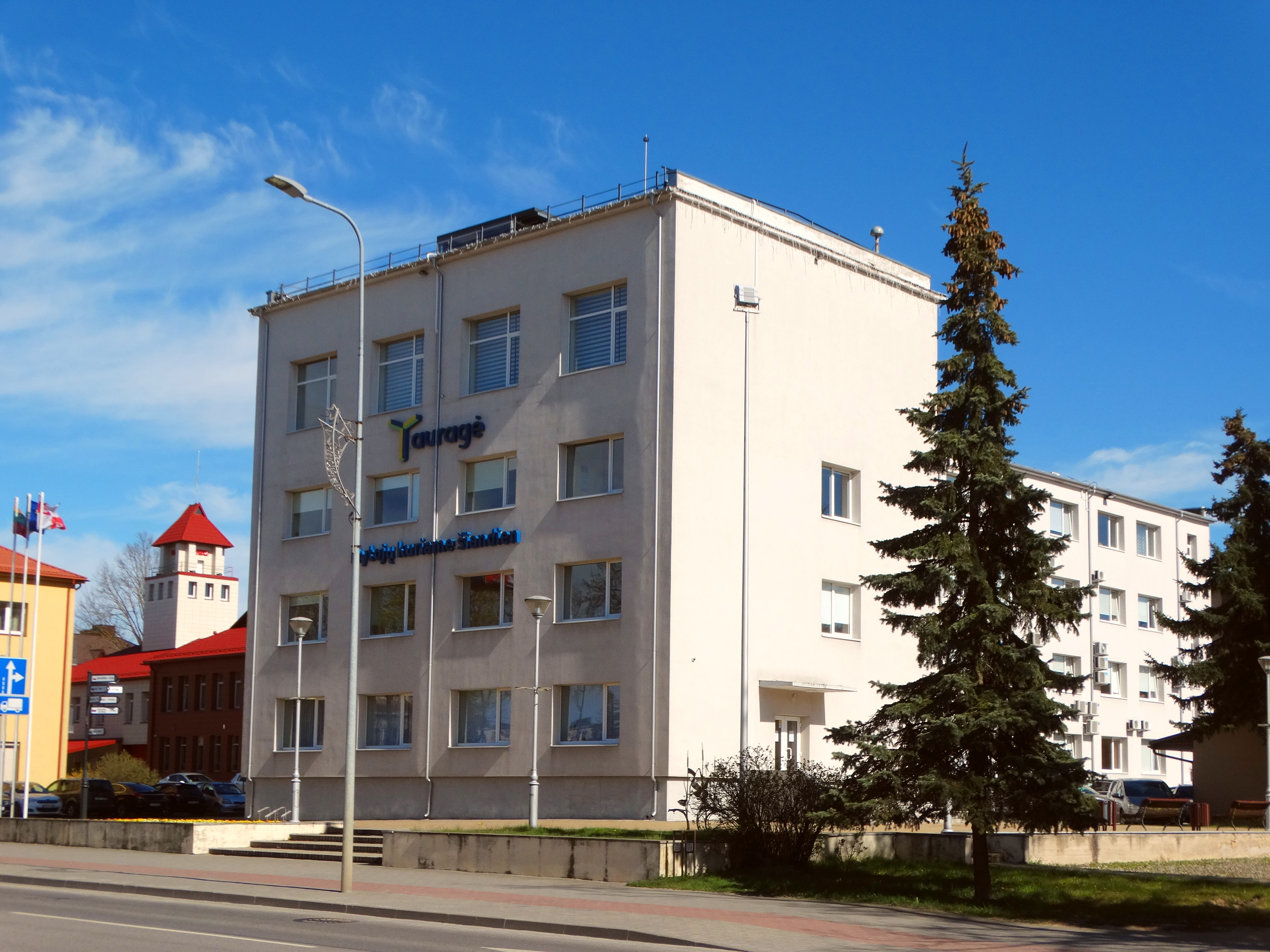
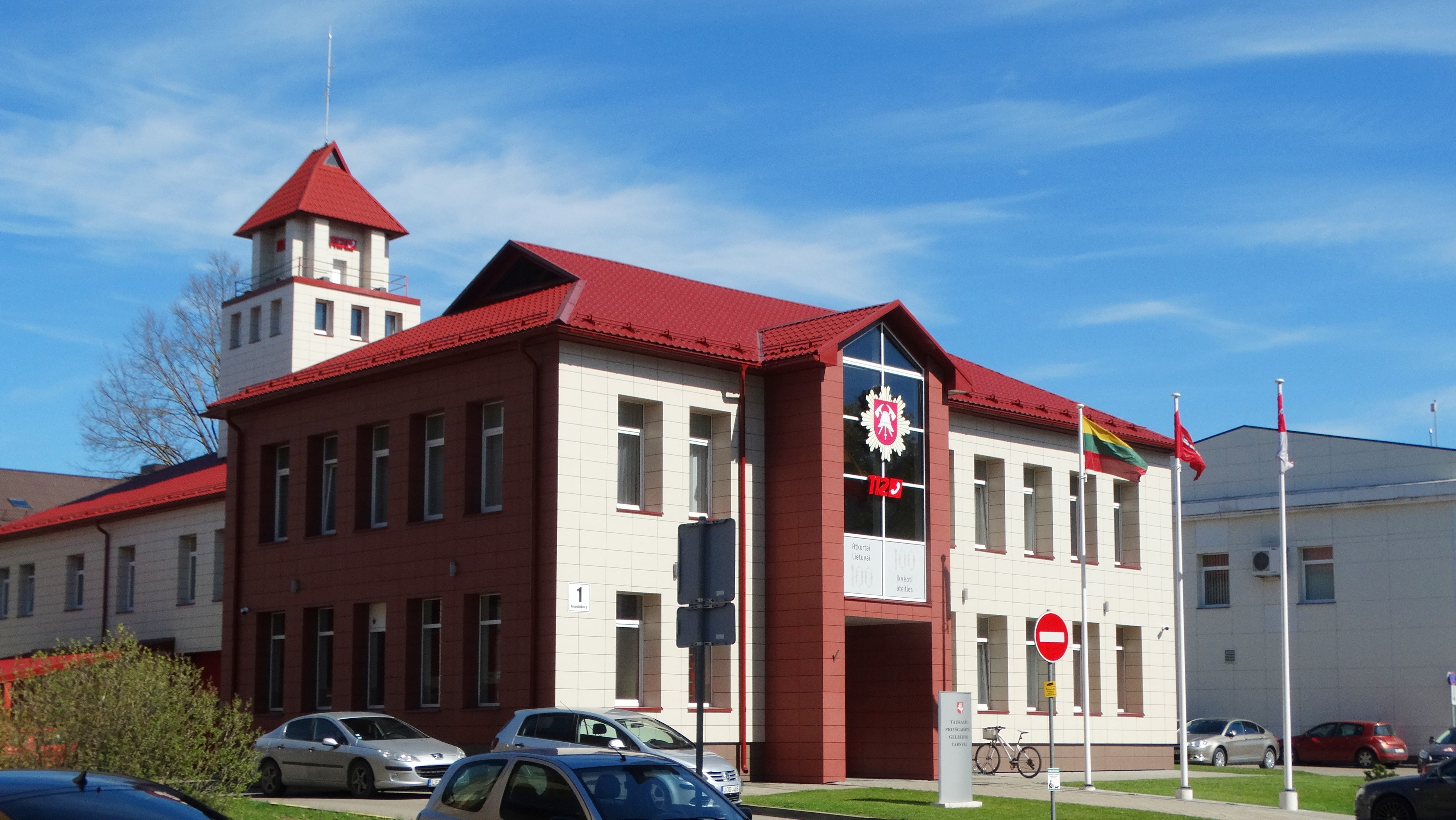
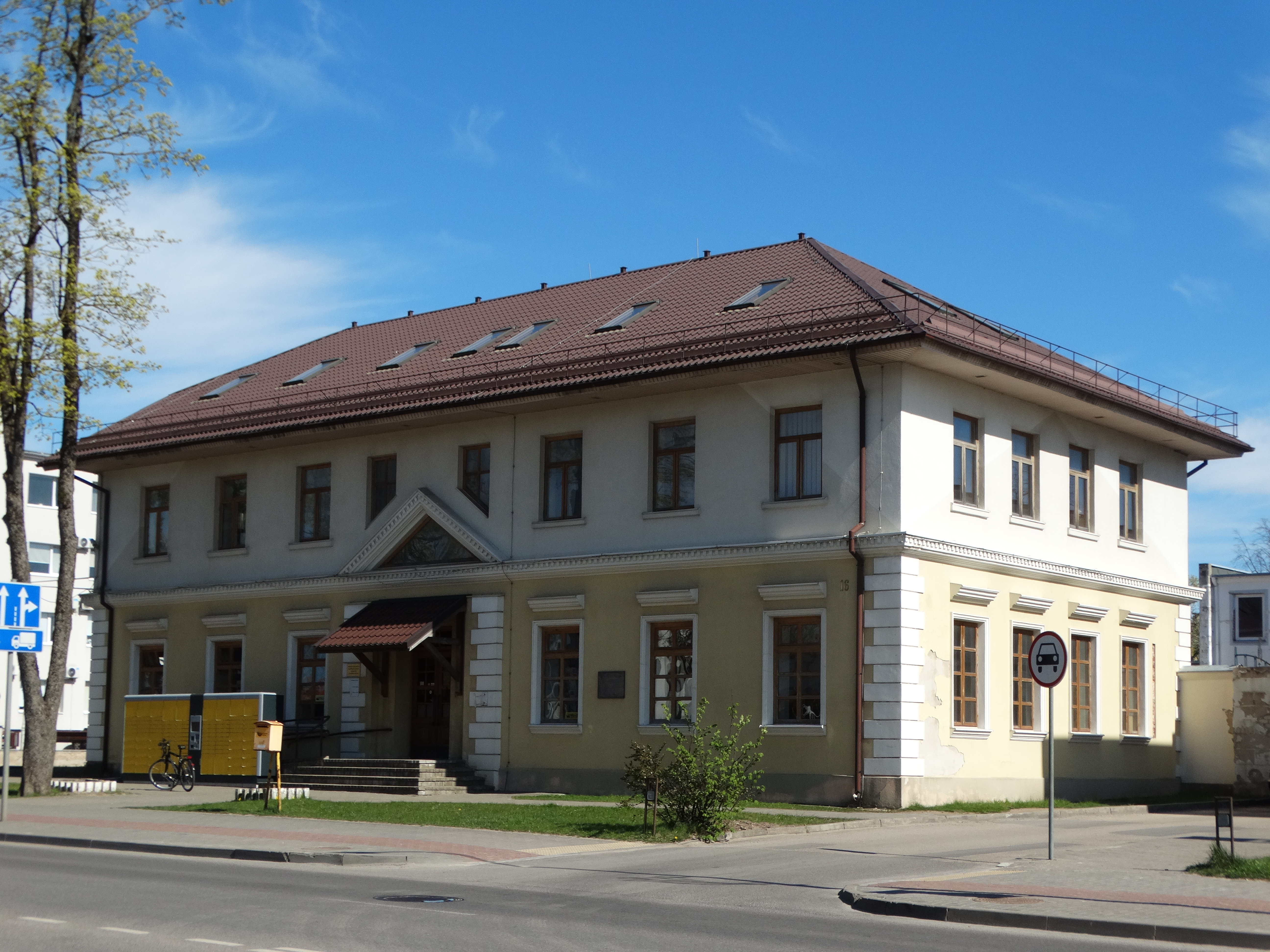
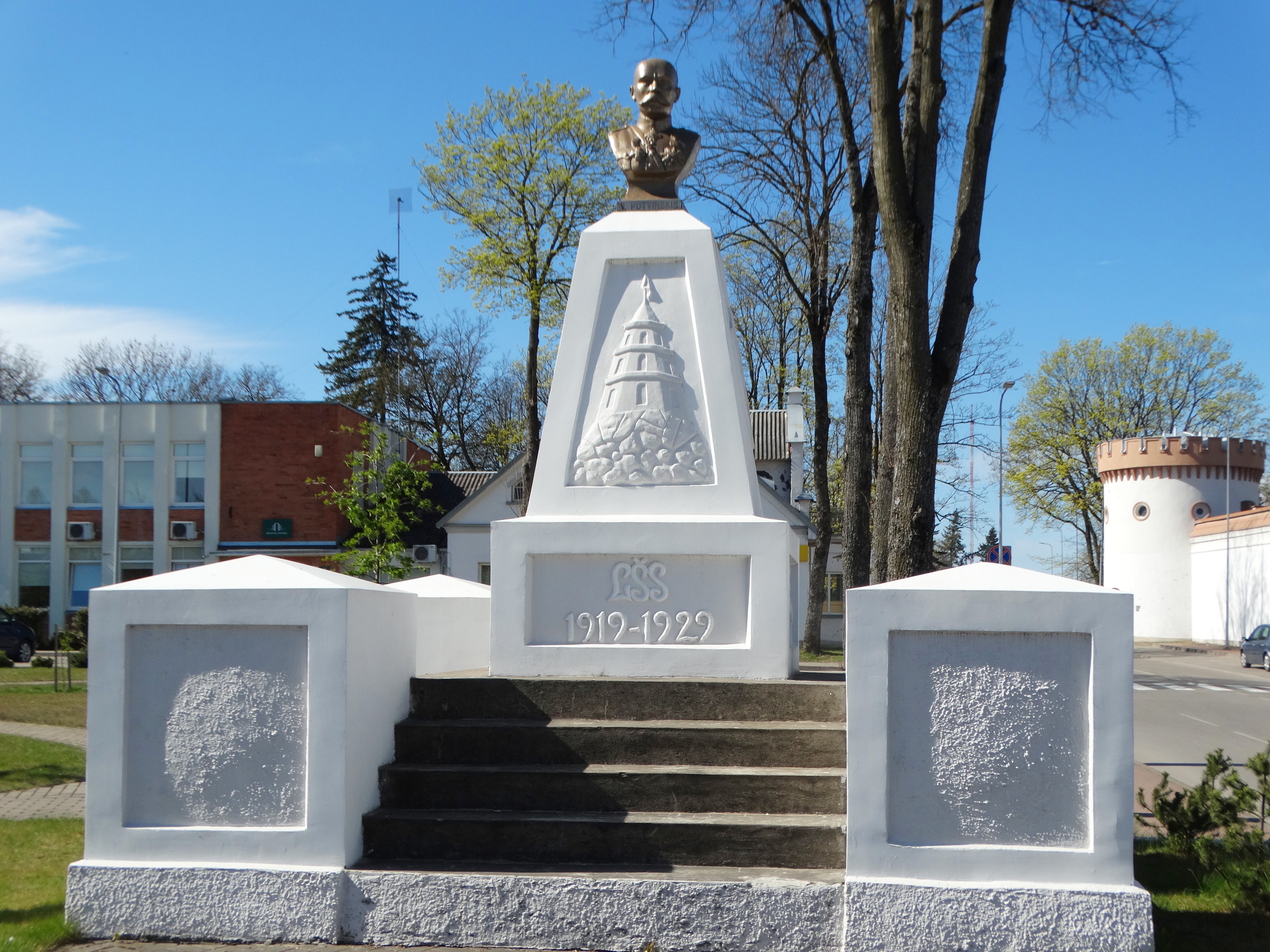
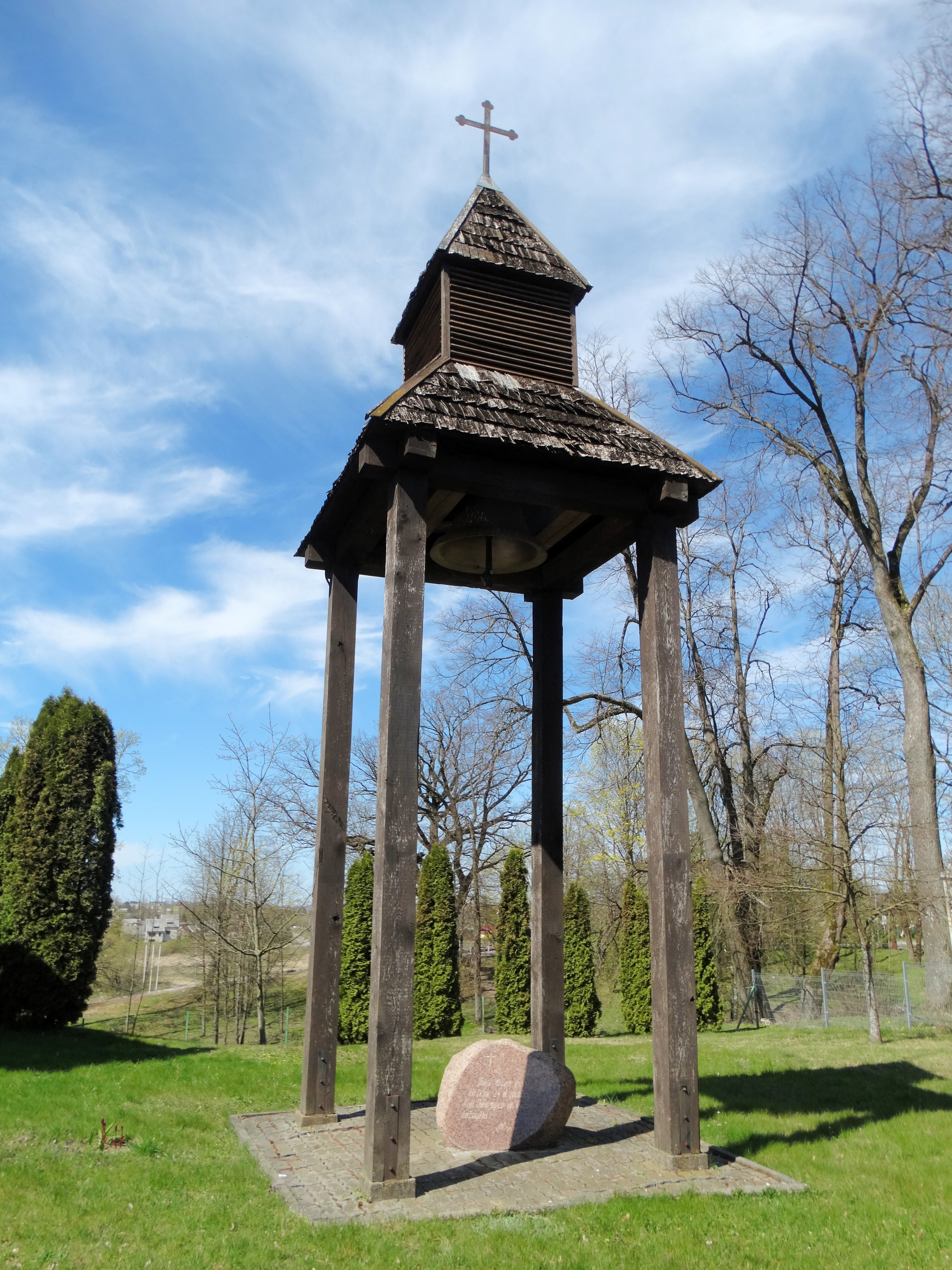

## Города побратимы
- Зестафони, Грузия
- Тернополь, Украина

## Известные уроженцы и жители
- Тюгаль, Пьер — писатель, музыкальный критик и балетовед.
- Гинтаре Яутакайте — певица

### Топографические карты
- Лист карты N-34-XI Таураге. Масштаб: 1 : 200 000. Состояние местности на 1983 год. Издание 1987 г.